# جيرارد كينتانا
جيرارد كينتانا (بالإسبانية: Gerard Quintana)‏ هو مغني إسباني، ولد في 27 نوفمبر 1964 في غيرونا في إسبانيا.

## وصلات خارجية
- الموقع الرسمي
- جيرارد كينتانا على موقع IMDb (الإنجليزية)
- جيرارد كينتانا على موقع ميوزك برينز (الإنجليزية)
- جيرارد كينتانا على موقع ديسكوغز (الإنجليزية)
- جيرارد كينتانا على موقع قاعدة بيانات الفيلم (الإنجليزية)